# Vromance
Vromance (кор.: 브로맨스), стилизованный под VROMANCE, — южнокорейская мужская группа, образованная под руководством Rainbow Bridge World в 2016 году. Дублируемая как «братская группа» герл-бэнда Mamamoo, группа дебютировала в июле 2016 года, выпустив мини-альбом «She».

## Карьера

### Предебют
До дебюта, все члены работали в качестве вокальных тренеров для корейских поп-идолов и записывали гиды для певцов. Участники Пак Чан Хён и Пак Хён Кю ранее записали песню «Love Is …» для OST «Наследники» канала SBS. В феврале 2016 года Пак Чан Хён сотрудничал с Huh Gak в песне «Already Winter». Их лейбл описал их как разностороннюю традиционную вокальную группу.

### 2016 — по настоящее время: Дебют с «The Action» и «Romance»
Группа дебютировала 12 июля 2016 года, выпустив свой первый мини-альбом «The Action» с заглавным треком «She», которого они назвали шибко модным и вдохновленным свингом.
5 января 2017 года Vromance провела шоукейс камбэка для выпуска своего второго мини-альбома «Romance» и заглавного трека «I’m Fine», который был описан как трогательная и традиционная песня. Альбом был выпущен на следующий день в сопровождении музыкального видео.

## Состав
- Пак Чан Хён (кор.: 박장현), родился 6 июня 1989 г.
- Пак Хён Кю (кор.: 박현규), родился 11 февраля 1991 г.
- Ли Чан Дон (кор.: 이찬동), родился 20 июля 1992 г.
- Ли Хён Сок (кор.: 이현석), родился 26 мая 1994 г.

## Дискография

### Мини-альбомы
| Название   | Детали альбома                                                                                               | Позиции в чартах | Продажи |
| Название   | Детали альбома                                                                                               | KOR              | Продажи |
| ---------- | --- | ---------------- | ------- |
| The Action | - Выпущен: 12 июля 2016 г. - Лейбл: Rainbow Bridge World, LOEN Entertainment - Формат: CD, digital download  | 28               | 567+    |
| Romance    | - Выпущен: 6 января 2017 г. - Лейбл: Rainbow Bridge World, LOEN Entertainment - Формат: CD, digital download | 32               | 657+    |

### Синглы
| Название                        | Год  | Позиции в чартах | Продажи        | Альбом            |
| Название                        | Год  | KOR              | Продажи        | Альбом            |
| ------------------------------- | ---- | ---------------- | -------------- | ----------------- |
| «Already Winter» (with Huh Gak) | 2016 | 67               | - KOR: 81,008+ | Сингл без альбома |
| «She» (여자 사람 친구)          | 2016 | 343              | - KOR: 4,375+  | «The Action»      |
| «I’m Fine»                      | 2017 | —                |                | «Romance»         |

### Саундтрэки
| Год  | Название                      | Песня                                                | Участник         |
| ---- | ----------------------------- | ---------------------------------------------------- | ---------------- |
| 2013 | The Heirs OST                 | Love Is…                                             | Чан Хён и Хён Кю |
| 2013 | The Heirs OST                 | Two People (두 사람)                                 | Чан Хён          |
| 2013 | The Heirs OST                 | Love Is… (acoustic version)                          | Хён Кю           |
| 2017 | Strong Woman Do Bong-soon OST | I Fall In Love (사랑에 빠진 걸까요) (feat. Obroject) | Все              |